# Strohommer Gilbert Gábor
Strohommer Gilbert Gábor, Strohammer Gilbert Gábriel (Kassa, 1750. október 21. – Nagyvárad, 1813. május 12.) premontrei kanonok és tanár.

## Élete
1771. november 30-án a premontrei rendbe lépett; teológiai licentiatus, a prépostság őre és tanár volt 1778-tól a rozsnyói főgimnázium humaniorák osztályaiban. 1786-tól ugyanott igazgató a világi kar élén 1806-ig. Különösen a szegény tanulók ellátásáról gondoskodott, amiért I. Ferenc király 1799-ben arany érdemrenddel tüntette ki. 1807-től a nagyváradi főgimnázium igazgatója, nemes ifjak konviktusának kormányzója volt.

## Munkái
- Ode Honori Spect. ac Magn. Dni Gabrielis Péchy de Péchújfalu... Stud. Distr. Cassov. Sup. Directoris dicata... Cassoviae, 1783
- Carmen quod Excell. ac Illmo Dno Ladislao e L. B. Prónay de Tót-Próna Incl. Cottus Turoczensis Supremo Comiti etc. die solemni inaugurationis obtulit schola humanit. Rosnaviensis. Chronosticon. Uo. 1783
- Ode honoribus Rev. Dni Georgii Karaba Ven. Cap. Rosnav. Praepositi Mai. quum festo die S. Georgii M. in Abbatem SS. Trinitatis de Siklós inauguraretur sacrata. Uo. 1785
- Plausus Lyricus Ill. ac Rev. Dno L. B. Antonio Andrássy etc. neo electo Episcopo Rosnav. exhibitus... Uo. 1780
- Sermo funebris, cum solemnes exequiae celebrarentur Illmi ac Rev. Dni L. B. Andrássy, Episcopi Rosnav. Uo. 1800
- Augusti iusto favore tertio Praelato Jaszoviensi, Illmo ac Rev. Dno Andreac Zasio canunt musae Rosnavienses. Uo. 1802
- Ill. ac Rev. Dno Andreae Zasio, Praelato ac Praeposito Jasoviensi Chronost. Leutschoviae, 1802
- Carmina in exequiis A. R. ac Eximii Dni Josephi Petri Buthy, professoris emeriti. Posonii, 1804 (az Ephemerides Posoniensesben)